# Steve Hogarth
Ronald Stephen Hogarth (Kendal, 14 mei 1956) is een Britse rocksinger-songwriter, gitarist en pianist. Sinds 1989 is hij de zanger van de Britse rockband Marillion, waarvoor hij ook extra keyboards en gitaar speelt. Hogarth was vroeger toetsenist en co-leadzanger bij The Europeans en zanger bij How We Live. AllMusic heeft Hogarth beschreven als een unieke, expressieve stem met flexibel bereik en mooie frasering.

## Biografie
Hogarth werd geboren in Kendal, Westmorland. Zijn vader was ingenieur bij de Britse koopvaardij. Hij groeide op vanaf een leeftijd van twee jaar op een gemeentelijk landgoed in Doncaster, South Yorkshire. Als kind raakte hij geïnteresseerd in muziek, met als eerste invloeden The Beatles en The Kinks. Hij leerde zichzelf piano spelen. Hogarth verliet de school op achttienjarige leeftijd en studeerde drie jaar elektrotechniek aan de Trent Polytechnic (nu Nottingham Trent University). Hij was in deze tijd ook lid van de band Harlow. Ze namen de single Harry de Mazzio op bij het Pepper-platenlabel in 1978. De band splitste zich in 1981 en Hogarth verliet zijn ingenieursstand en verhuisde naar Londen om zijn muziekcarrière te bevorderen.
In Londen, na te hebben gereageerd op een advertentie in de muziekpers, sloot Hogarth zich aan bij de band Motion Pictures. Ze werden vervolgens omgedoopt tot The Europeans. Aanvankelijk trad hij alleen toe als toetsenist, maar later deelde hij de vocale taken met Ferg Harper. Gecontracteerd door A&M Records, brachten The Europeans twee studioalbums en één livealbum uit. Hogarth zong slechts één nummer op het eerste studioalbum, maar zong vijf van de acht nummers op het tweede album. In 1985 verlieten Hogarth en gitarist Colin Woore de band om How We Live te vormen. Het duo werd gecontracteerd door Columbia Records. In 1987, na veranderingen bij de platenmaatschappij, was het debuutalbum Dry Land van How We Live niet succesvol. Hogarth overwoog de muziekindustrie te verlaten en melkboer of postbode te worden. Een ontmoeting met zijn uitgevers, georganiseerd door vriend Darryl Way, een van de oprichters van Curved Air, overtuigde hem echter om een tape te sturen naar Marillion, die na het vertrek van Fish eind 1988 aan het werven was voor een nieuwe leadzanger.
Marillion hoorde de tape en was geïnteresseerd genoeg om een afspraak met de zanger te maken. Latere verslagen van deze eerste ontmoeting vermelden, dat Hogarth verscheen bij het huis van bandlid Pete Trewavas met zijn demotapes in een rode plastic vuuremmer, de auditie vond plaats in de garage van Trewavas, vanwege de aanwezigheid van katten in huis. De band was meteen onder de indruk van zijn vocale bekwaamheid. Hogarth zelf had echter wat meer tijd nodig om een beslissing te nemen, aangezien hij destijds een potentieel lucratief aanbod deed om keyboard te spelen in de Amerikaanse toer van The The. Zoals hij zich later herinnerde in een interview van Classic Rock in 2001, had hij de keuze 'tussen de hipste band ter wereld en de minste ...'. Uiteindelijk accepteerde hij de positie bij Marillion, overtuigd omdat de band een gelijkwaardige partner wilde en een potentieel permanent arrangement aanbood. Hogarths eerste album met de band, uitgebracht in september 1989, was hun vijfde studioalbum Seasons End. Sindsdien heeft Marillion nog eens dertien albums met Hogarth op zang opgenomen, waarvan  Fuck Everyone and Run (F E A R) in september 2016 is uitgebracht en de meest recente "An hour before it's dark" in 2022.
Hogarth heeft ook een solo-studioalbum uitgebracht onder de naam 'h' genaamd Ice Cream Genius. Dit album bevat bijdragen van ex-Japan/Porcupine Tree synthesizer/keyboard maestro Richard Barbieri, voormalig XTC-gitarist Dave Gregory, Blondie-drummer Clem Burke, bassist Chucho Merchan en percussionist Luís Jardim. Vervolgens heeft Hogarths zijproject The H-Band live gespeeld in het Verenigd Koninkrijk en Europa met een verscheidenheid aan muzikanten, waaronder de voormalige Stone Roses MKII-gitarist Aziz Ibrahim, Massive Attack en de Bays-drummer Andy Gangadeen, sessiemuzikant Jingles op bas, Aziz's vaste muzikale partner Dalbir Singh Rattan op tablas en Stephanie Sobey-Jones op cello. Met Barbieri en Gregory nam deze bezetting in 2001 het dubbelalbum Live Spirit: Live Body (uitgebracht in 2002) op. Het schrijven voor een aanstaande tweede solo-studioalbum vond plaats in december 2004.
In 2006 ondernam Hogarth de solo-tournee 'h Natural', waarin hij ongeveer 20 nummers speelde in het Verenigd Koninkrijk en Europa. Het werd aangekondigd als een avond vol muziek en conversatie met Hogarth aan de piano. Deze shows werden gemixt en vrijgegeven om te downloaden, één voor één en voor een beperkte periode, op Hogarth's (inmiddels opgeheven) H-Tunes-website. Op 14 mei 2010 trad Hogarth op in de Relentless Garage in Londen om zijn verjaardag te vieren. De volgende twee dagen trad hij ook op in Liverpool en Sheffield. Ter gelegenheid van deze shows werd een cd uitgebracht met enkele van de beste nummers uit zijn H Natural-shows. Deze collectie heet H Natural Selection en was verkrijgbaar op de shows en op de Marillion website. In 2012 werkte Hogarth opnieuw samen met Richard Barbieri en bracht het album Not the Weapon But the Hand uit als duo. In 2014 werd aangekondigd dat Hogarth twee delen van dagboeken uitbracht, geschreven tussen 1991 en 2014. De eerste werd in juni 2014 uitgebracht door Miwk Publishing en heet The Invisible Man. Deel 2 volgde in december 2014.

## Muzikale inspiratie
Hogarth noemde The Blue Nile, Paddy McAloon, Kate Bush, Mike Scott, John Lennon, David Bowie en Joni Mitchell als muzikale inspiratiebronnen, en Peter Gabriel, Sting en Massive Attack als artiesten waarmee hij graag zou willen werken. Over Sting zei Hogarth: Het is raar hoe weinig artiesten Sting noemen en hem eruit halen, maar hij is zo'n briljant talent.

## Privéleven
Hogarth heeft drie kinderen: een dochter genaamd Sofi en een zoon genaamd Nial met zijn eerste vrouw Sue en een zoon genaamd Emil uit zijn huidige relatie met Linette. Hogarth is heftig allergisch voor katten, en leerde dit voor het eerst toen hij als kind in het ziekenhuis werd opgenomen na een bezoek aan een Liverpoolse tante ... wier huis vol met katten was!

## Discografie

### Solo
- 1997: Ice Cream Genius
- 1998: Ice Cream Genius (heruitgave)
- 2002: Live Spirit: Live Body
- 2010: H Natural Selection
- 2012: Not the Weapon But the Hand (met Richard Barbieri)
- 2013: Arc Light (met Richard Barbieri)

### Gastoptredens
- 1982: All Balls & No Willy – John Otway (keyboards)
- 1983: Once Bitten – Annabel Lamb (keyboards)
- 1985: Domestic Harmony – Do-Ré-Mi (keyboards)
- 1986: Infected – The The: (piano op Heartland)
- 1987: Blue Yonder – Blue Yonder (achtergrondzang)
- 1987: Saint Julian – Julian Cope (achtergrondzang)
- 1988: Union – Toni Childs (keyboards)
- 1990: Sailing – Rock Against Repatriation (zang)
- 1998: Ocean Songs – Chucho Merchan (zang)
- 1999: Five Years in a LIVETime (video) – Dream Theater (keyboards, zang)
- 1999: The Emperor Falls – John Wesley (achtergrondzang)
- 2007: Systematic Chaos – Dream Theater (gesproken woord)
- 2011: Till Then We Wait – Sun Domingo (zang)
- 2011: The Awakening – Edison's Children (zang)
- 2012: Paintings in Minor Lila – Egbert Derix (vertelling over This Train Is My Life)
- 2014: Music For Trains – Peter Brown (gesproken zang op Houdini Highs)
- 2015: Gitanos Catalans: 20 Anys de Sabor de Gràcia – Sabor de Gràcia
- 2017: Colours not found in nature – Isildurs Bane & Steve Hogarth (achtergrondzang)
- 2018: A Life in Yes: The Chris Squire Tribute – Steve Hogarth & Larry Fast (zang op Hold Out Your Hand)
- 2018: Gleb Kolyadin – Gleb Kolyadin (zang en credits op Confluence en The Best of Days)
- 2019: Reimagines the Eighties – Trevor Horn met het Sarm Orchestra en Steve Hogarth (zang op It's Different for Girls)

- Bibliothèque nationale de France: cb145765612 (data)
- International Standard Name Identifier: 0000 0001 2025 7434
- Library of Congress Control Number: no2008107667
- MusicBrainz: f4381c9f-a21d-4936-8417-b34f7007ba29
- Nationale Bibliotheek van Tsjechië: ola2002151553
- Système universitaire de documentation: 162487223
- Virtual International Authority File: 51934528
- WorldCat: E39PBJppCrGxTxvFx96RgTTmBP